# Éric Fourneret
 (novembre 2013).
Éric Fourneret est un philosophe français spécialisé en philosophie morale, de la technique et en éthique médicale.

## Biographie

### Philosophie, santé et technologies
Éric Fourneret est Docteur et Maitre de conférences en philosophie, spécialisé sur les questions éthiques en matière de santé, de philosophie morale et de philosophie de la technique. Il est membre de l'équipe ETH+ ("Éthique, Technologies et Humanités") au sein de l'unité de recherche ETHICS (EA 7446) de l'Université catholique de Lille.
Auparavant, il fut chercheur à l'Université Grenoble Alpes, au sein de l'équipe NeuroTech lab Grenoble rattachée au laboratoire Grenoble-Institut des Neurosciences. Il a travaillé sur le projet " Braincom " relatif à l'implantation de puces nanotechnologiques dans le cerveau (Interfaces Cerveau-Machine, ICM -  Brain Computer Interface, BCI), pour la restauration de la parole chez des personnes victimes d'accident vasculaire cérébral ou de maladie grave. Ce projet est soutenu par l'Union européenne dans le cadre du programme Horizon 2020.
Il consacre ses recherches sur le thème de la fin de vie, l'annonce de maladies graves et le prélèvement d'organes (stade III dans la classification de Maastricht), et depuis 2016, sur les implications éthiques du développement d'interfaces cerveau-ordinateur et de l'intelligence artificielle.
Il a été un des membres de la commission Sicard, nommé en 2012 par le professeur Didier Sicard. Cette commission a rendu le 18 décembre 2012 un rapport intitulé par les médias rapport Sicard.
En 2010, Éric Fourneret publie sur l'éthique médicale et participe au débat public sur l'euthanasie. Il est un des cinq lauréats du Prix de thèse Le Monde de la recherche universitaire 2011, pour sa thèse L’Euthanasie à la croisée des sciences humaines et sociales. Pourquoi fait-elle toujours débat? .

## Publications

### Ouvrages
- Choisir sa mort. Les débats de l'euthanasie. PUF, Paris, 2012[7].
- La mort sous contrôle, dilemmes éthiques pour les soignants. Les questions de l'arrêt thérapeutique et du prélèvement d'organes. Préface de Didier Sicard, Seli Arslan, Paris, 2015[8].
- Un philosophe à l'hôpital. Lemieux éditeur, Paris, 2017[9].
- Sommes-nous libres de vouloir mourir ? Euthanasie, suicide assisté : les bonnes questions. Préface de Régis Aubry, Albin Michel, Paris, 2018[10].
- Le cerveau implanté. Penser l'Homme à l'ère des implants cérébraux. Hermann, Paris, 2022[11]